# 泰帕爾薩里
61°09′35″N 28°03′35″E / 61.15972°N 28.05972°E

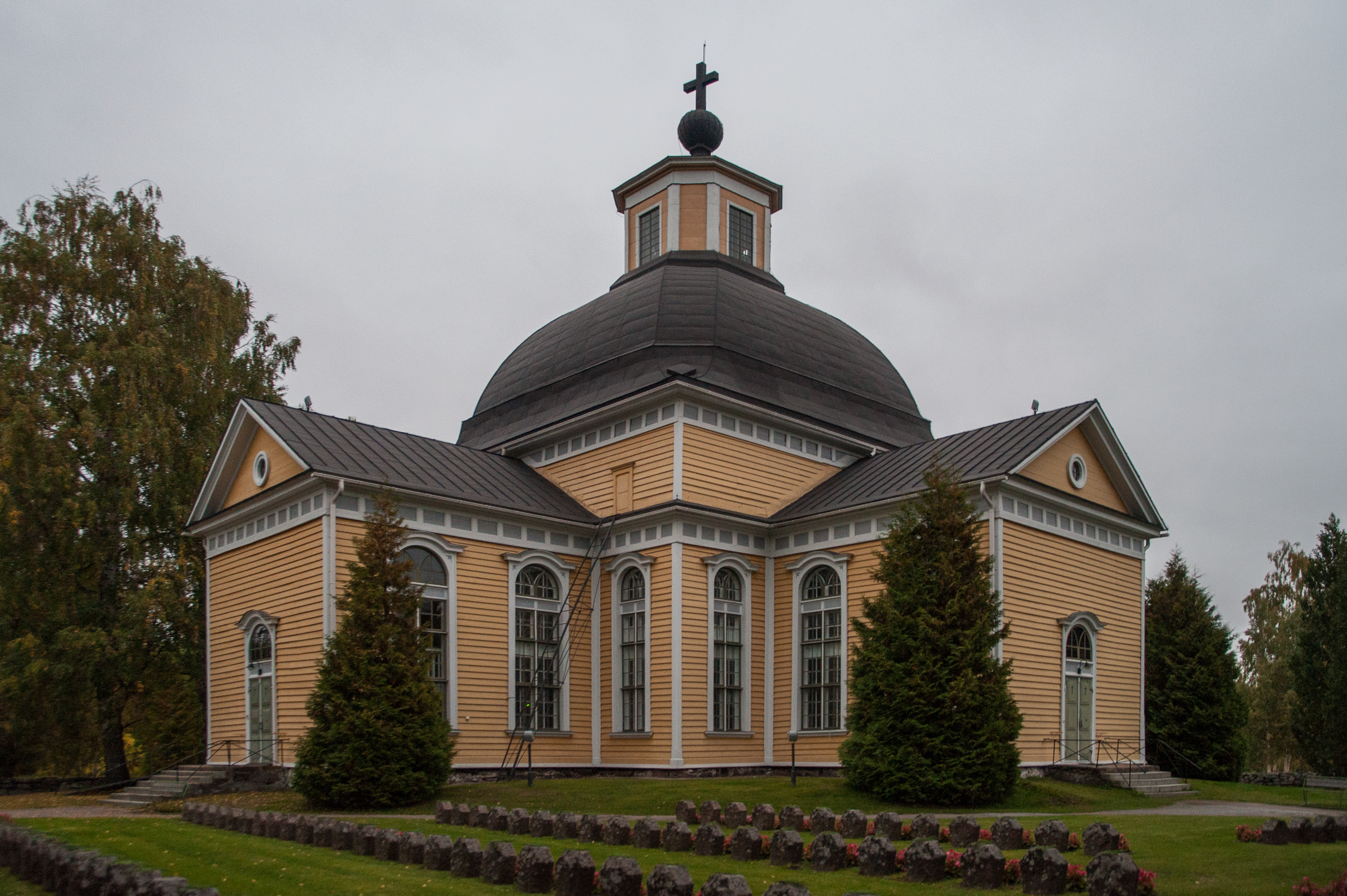
泰帕爾薩里教堂

泰帕爾薩里（芬蘭語：Taipalsaari）是芬蘭的市鎮，位於該國東南部，在南卡累利阿區内，距離拉彭蘭塔14公里，始建於1571年，面積762平方公里，2013年人口4,838，人口密度為每平方公里14.02人。

## 外部連結
- 泰帕爾薩里市镇官方网站 （页面存档备份，存于） （文）
- goSaimaa.com （页面存档备份，存于） 旅游信息